# بادي فولر
بادي فولر (بالإنجليزية: Buddy Fowler)‏ هو سياسي أمريكي، ولد في 2 يوليو 1955. حزبياً، نشط في الحزب الجمهوري.